# Islandia na Letnich Igrzyskach Olimpijskich 2024
Islandia na Letnich Igrzyskach Olimpijskich 2024 – występ kadry sportowców reprezentujących Islandię na igrzyskach olimpijskich, które odbyły się w Paryżu we Francji, w dniach 26 lipca – 11 sierpnia 2024.
Reprezentacja Islandii liczyła pięcioro zawodników – trzy kobiety i dwóch mężczyzn, którzy wystąpili w 4 dyscyplinach.
Był to dwudziesty trzeci start Islandii na letnich igrzyskach olimpijskich.

## Reprezentanci

### Lekkoatletyka
| Zawodnik                 | Konkurencja        | Kwalifikacje | Kwalifikacje | Finał | Finał   | Źródło |
| Zawodnik                 | Konkurencja        | Wynik        | Miejsce      | Wynik | Miejsce | Źródło |
| ------------------------ | ------------------ | ------------ | ------------ | ----- | ------- | ------ |
| Erna Sóley Gunnarsdóttir | pchnięcie kulą (k) | 17.39        | 20.          | NQ    | NQ      | [ 1 ]  |

### Pływanie
| Zawodnik                 | Konkurencja              | Eliminacje | Eliminacje | Półfinał | Półfinał | Finał | Finał | Źródło |
| Zawodnik                 | Konkurencja              | Czas       | Poz.       | Czas     | Poz.     | Czas  | Poz.  | Źródło |
| ------------------------ | ------------------------ | ---------- | ---------- | -------- | -------- | ----- | ----- | ------ |
| Snæfríður Jórunnardóttir | 100 m st. dowolnym (k)   | 54.85      | 19.        | NQ       | NQ       | NQ    | NQ    | [ 2 ]  |
| Snæfríður Jórunnardóttir | 200 m st. dowolnym (k)   | 1:58.32    | 15. Q      | 1:58.78  | 15.      | NQ    | NQ    | [ 2 ]  |
| Anton McKee              | 100 m st. klasycznym (m) | 1:00.62    | 25.        | NQ       | NQ       | NQ    | NQ    | [ 3 ]  |
| Anton McKee              | 200 m st. klasycznym (m) | 2:10.36    | 9. Q       | 2:10.42  | 15.      | NQ    | NQ    | [ 3 ]  |

### Strzelectwo
| Zawodnik         | Konkurencja | Kwalifikacje | Kwalifikacje | Półfinał | Półfinał | Finał | Finał   | Źródło |
| Zawodnik         | Konkurencja | Wynik        | Pozycja      | Wynik    | Pozycja  | Wynik | Pozycja | Źródło |
| ---------------- | ----------- | ------------ | ------------ | -------- | -------- | ----- | ------- | ------ |
| Hákon Svavarsson | skeet (m)   | 116          | 23.          | NQ       | NQ       | NQ    | NQ      | [ 4 ]  |

### Triathlon
| Zawodnik          | Konkurencja | Pływanie | Zmiana 1 | Jazda na rowerze | Zmiana 2 | Bieg  | Czas    | Pozycja | Źródło |
| ----------------- | ----------- | -------- | -------- | ---------------- | -------- | ----- | ------- | ------- | ------ |
| Edda Hannesdóttir | kobiety     | 24:49    | 0:59     | 1:03:25          | 0:38     | 40:55 | 2:10:46 | 51.     | [ 5 ]  |